# Мангбету (язык)
Мангбету, или Немангбету, — один из самых распространенных центральносуданских языков. На нем говорит народ мангбету на северо-востоке Конго. Он или его носители также известны как амангбету, кингбету, мамбетто. Самый распространенный диалект и наиболее понятный называется медже. Другие - аберу (набулу), макере, малеле, попои (мапопои). Самым разнообразным является ломби; Ethnologue рассматривает его как отдельный язык. Около половины населения говорит на бангала, языке лингва франка, похожем на лингала, а в южных районах некоторые говорят на суахили.
Мангбету живут совместно с асуа, и их языки тесно связаны.

## Фонология

### Гласные звуки
|         | Передние | Передние | Средние | Средние | Задние | Задние |
| +ATR    | -ATR     | +ATR     | -ATR    | +ATR    | -ATR   |        |
| ------- | -------- | -------- | ------- | ------- | ------ | ------ |
| Верхние | i        | ɪ        |         |         | u      | ʊ      |
| Средние | e        | ɛ        |         |         | o      | ɔ      |
| Нижние  |          |          | a       | a       |        |        |

Гласные /a/, /ɛ/, /ɔ/ и /o/ также могут различаться по количеству и произноситься как долго, так и коротко. Существует также несколько восходящих дифтонгов: /ai/, /au/, /ei/, /ɛɪ/, /oi/, /ɔɪ/, /ou/ и /ɔʊ/.
Описание гласных как представляющих систему гармонии по признаку продвинутости корня языка является предварительным и не должно восприниматься как точное описание фонетического характера системы гласных. Два набора гласных различаются вертикальным движением гортани, а также другими артикуляционными факторами.

### Согласные звуки
|                     |                   | Губные | Альвеолярные | Ретрофлексные | Постальв./ Палатальные | Велярные | Лабиовелярные | Глоттальные |
| ------------------- | ----------------- | ------ | ------------ | ------------- | ---------------------- | -------- | ------------- | ----------- |
| Носовые             | Носовые           | m      | n            |               | ɲ                      | ŋ        |               |             |
| Взрывные/ Аффрикаты | глухие            | p      | t            | ʈʳ            | t͡ʃ                     | k        | k͡p            | ʔ           |
| Взрывные/ Аффрикаты | звонкие           | b      | d            | ɖʳ            | d͡ʒ                     | ɡ        | ɡ͡b            |             |
| Взрывные/ Аффрикаты | преназализованные | ᵐb     | ⁿd           | ᶯɖʳ           |                        | ᵑɡ       | ᵑᵐɡ͡b          |             |
| Взрывные/ Аффрикаты | имплозивные       | ɓ      | ɗ            |               | ʄ                      |          |               |             |
| Фрикативные         | глухие            | f      | s            |               |                        |          |               | h           |
| Фрикативные         | звонкие           | v      | z            |               |                        |          |               |             |
| Фрикативные         | преназализованные | ᶬv     | ⁿz           |               |                        |          |               |             |
| Вибранты            | глухие            | ʙ̥      |              |               |                        |          |               |             |
| Вибранты            | звонкие           | ʙ      |              |               |                        |          |               |             |
| Вибранты            | преназализованные | ᵐʙ     |              |               |                        |          |               |             |
| Одноударные         | Одноударные       | ⱱ      |              |               |                        |          |               |             |
| Аппроксиманты       | Аппроксиманты     |        | l            |               | j                      |          | w             |             |

Ретрофлексные согласные слегка трелируются, как в [ʈʳ], [ɖʳ], [ᶯɖʳ].